# Poids à peser l'or
 (juillet 2025).
Si vous disposez d'ouvrages ou d'articles de référence ou si vous connaissez des sites web de qualité traitant du thème abordé ici, merci de compléter l'article en donnant les références utiles à sa vérifiabilité et en les liant à la section « Notes et références ».

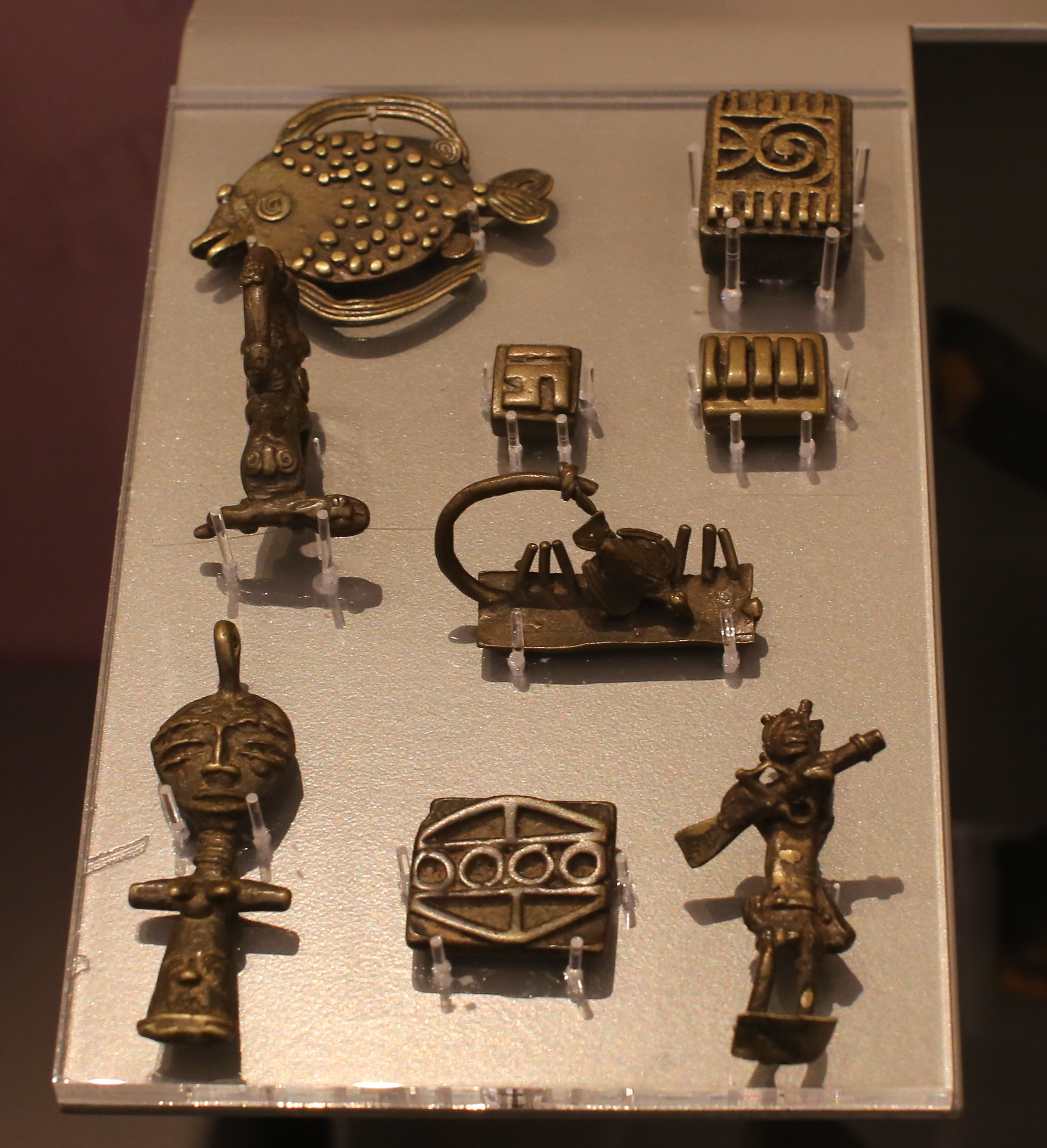
Une sélection de poids à peser l'or Ashanti

Les poids à peser l'or des Akan (connus localement sous le nom de mrammou), ou poids d'or, ou encore poids akan, sont des miniatures en métal utilisés comme système de mesure par les peuples Akan d'Afrique de l'Ouest.
Au-delà de leur utilisation pratique, les poids matérialisent des éléments de la culture ouest-africaine tels que les symboles adinkra, certaines plantes, animaux et personnes.

## Rôles
Les poids akan représentent la valeur d'une certaine quantité de poudre d'or avec laquelle sera effectuée le paiement et le poids devient alors le prix de ce qui est dû. Les poids en revanche ne circulent pas en paiement d'une marchandise ou d'un service. Les poids étaient utilisés avec les balances-pesettes, les cuillères et les boîtes à conserver la poudre d'or. Quant au dja, il s'agit du terme utilisé en Côte d'lvoire pour désigner le paquet de morceaux d'étoffe et de parchemin dans lequel étaient rangés et conservés les poids et l'appareillage à peser l'or. Le dja est considéré, dans la culture Akan, comme un attribut royal.
La connaissance de ce système de poids très sophistiqué s'est perdue au cours du 20e siècle.
Les poids sont également un moyen de communication car ils forment un langage constitué de signes non figuratifs et figuratifs, et ces images sont les principaux éléments de la culture akan.
Les poids sont également un outil de prestige. Le statut d'un homme était considérablement rehaussé s'il possédait un ensemble complet de poids. De petits ensembles complets de poids pouvaient constituer des cadeaux à un jeune marié pour l'encourager à se lancer dans le commerce marchand avec respect et succès.

### Dénomination
La liste complète des noms des poids Akan a plus de soixante valeurs, et chaque ensemble avait un nom local qui variait selon les régions. Selon Thimothy F Garrard, il existe douze listes de noms de poids du Ghana et de la Côte d'Ivoire. 
Deux catégories de poids se distinguent : 
- des poids non-figuratifs, parmi les signes fondamentaux, on trouve : spirales, dentelures, ronds, roues à rayons, lignes brisées et ondulées, marques palmées, astérisques, dents de scie, croix romaines, gammées et de Saint-André[3] ;
- des poids figuratifs, représentant la flore, la faune et tous les aspects de la vie de la population akan[3].

### Significations symboliques
Les poids représentent des histoires, des énigmes et des codes de conduite intrinsèquement liés à la culture Akan. De nombreux poids symbolisent des histoires importantes et bien connues.
Tout un folklore accompagne les poids, comme proverbes liés à chaque poids d'or figuratif, des contes populaires impliquant notamment Anansi, etc.
Les boucliers sont des symboles de bravoure, d'endurance ou d'un acte glorieux, mais pas nécessairement au combat. Les épées à double tranchant symbolisent la nécessité d'établir une règle commune entre les femmes et les hommes, plutôt que d'utiliser la violence ou de gouverner par la peur.
Il existe un certain nombre de parallèles entre les poids d'or Akan et les sceaux utilisés à Harappa. Les deux artefacts ont stabilisé et sécurisé le commerce régional et local entre les peuples, tout en prenant une signification supplémentaire au-delà de leurs utilisations pratiques.

## Datation
Faute de datation par le carbone 14 puisqu'il s'agit d'un matériau inorganique, les poids ne peuvent être datés que grâce au contexte culturel et à leur provenance.
Les études stylistiques des poids à peser l'or permettent de distinguer de façon nette deux grandes périodes, la précoce et la tardive.
La période précoce s'étendrait de 1400 à 1720 environ, et chevauche la période tardive, qui s'étendrait de 1700 à 1900. Les poids non-figuratifs sont les formes les plus anciennes (vers 1400) tandis que les poids figuratifs, ceux à l'image de personnes, d'animaux, de bâtiments, etc., n'apparaissent pas avant 1600.

## Fabrication
Les poids sont de petits blocs de laiton, de bronze ou de cuivre, et moins souvent de plomb ou de fer. 
Les différents procédés de fabrication sont : poids non fondus et gravés, poids fondus et gravés, poids gravés et incrustés de points de cuivre. 
Autrefois, chaque poids était minutieusement sculpté puis coulé selon la technique ancestrale de la cire perdue. 
L'habileté dans la fabrication des poids était remarquable car la plupart pèsent moins de 2 ½ onces, et leur masse devait être très précise. Les poids akan à peser l'or étaient étalonnés au moyen de la petite graine de l'Abrus precatorius, car l'unité de base était le ba, dont la valeur pondérale était celle de deux graines d'Abrus precatorius, c'est-à-dire environ 0,16 g.
L'orfèvre (adwumfo) faisait des ajustements si la fonte pesait trop ou trop peu : des membres et des cornes sont enlevés, ou des bords limés dans un cas, de petits anneaux de plomb ou des perles de verre attachés ajoutés dans l'autre. La plupart des poids n'étaient toutefois pas modifiés et dans une marge d'erreur de 3 % de leur valeur théorique, similaire à celle des poids européens de la même époque.
Les premiers poids affichent des conceptions artistiques audacieuses mais simples. Plus tard, les poids deviennent de belles œuvres d'art avec des détails fins. Au fur et à mesure que la culture Akan n'utilise plus l'or pour ses échanges, les poids ont perdu leur utilisation culturelle quotidienne et une partie de leur importance. Ceci explique que, dans les années 1890 (période tardive), la qualité de la conception et des matériaux devient très médiocre, et l'abandon des poids a rapidement suivi.
La popularité des poids auprès des touristes a créé un marché que les habitants satisfont en produisant des poids en série. Plutôt que d'utiliser les figures simples mais artistiques des poids anthropomorphes ou les lignes nettes et lisses des poids géomorphiques, les poids modernes sont grossiers et semblent produits en série.

## Collections de poids
Il existerait 3 millions de poids d'or dans le monde.Bon nombre des plus grands musées des États-Unis et d'Europe possèdent d'importantes collections de poids d'or.
L'Université Simon Fraser possède une petite collection, composée principalement de poids de style géométrique, avec un certain nombre de poids figuratifs humains.
Le musée national du Ghana, le musée des civilisations de Côte d'Ivoire à Abidjan, le musée du Derby et de plus petits musées au Mali ont tous des collections de poids.
Les collectionneurs privés ont également amassé une large gamme de poids.